# Bryozoa
Los briozoos (Bryozoa, griego "animales musgo") o ectoproctos (Ectoprocta,  gr. "ano externo") son un filo de pequeños animales coloniales, que presentan un lofóforo, corona de tentáculos ciliados que sirven para captar alimento, en los que el ano se abre fuera de dicha corona tentacular. Se han descrito unas 5.700 especies mayoritariamente marinas; solo unos 50 viven en agua dulce.
Durante años se les clasificó junto a los entoproctos, en los que el ano se abre dentro de la corona tentacular, pero hoy se sabe que el grupo hermano de los entoproctos es Cycliophora.

## Características

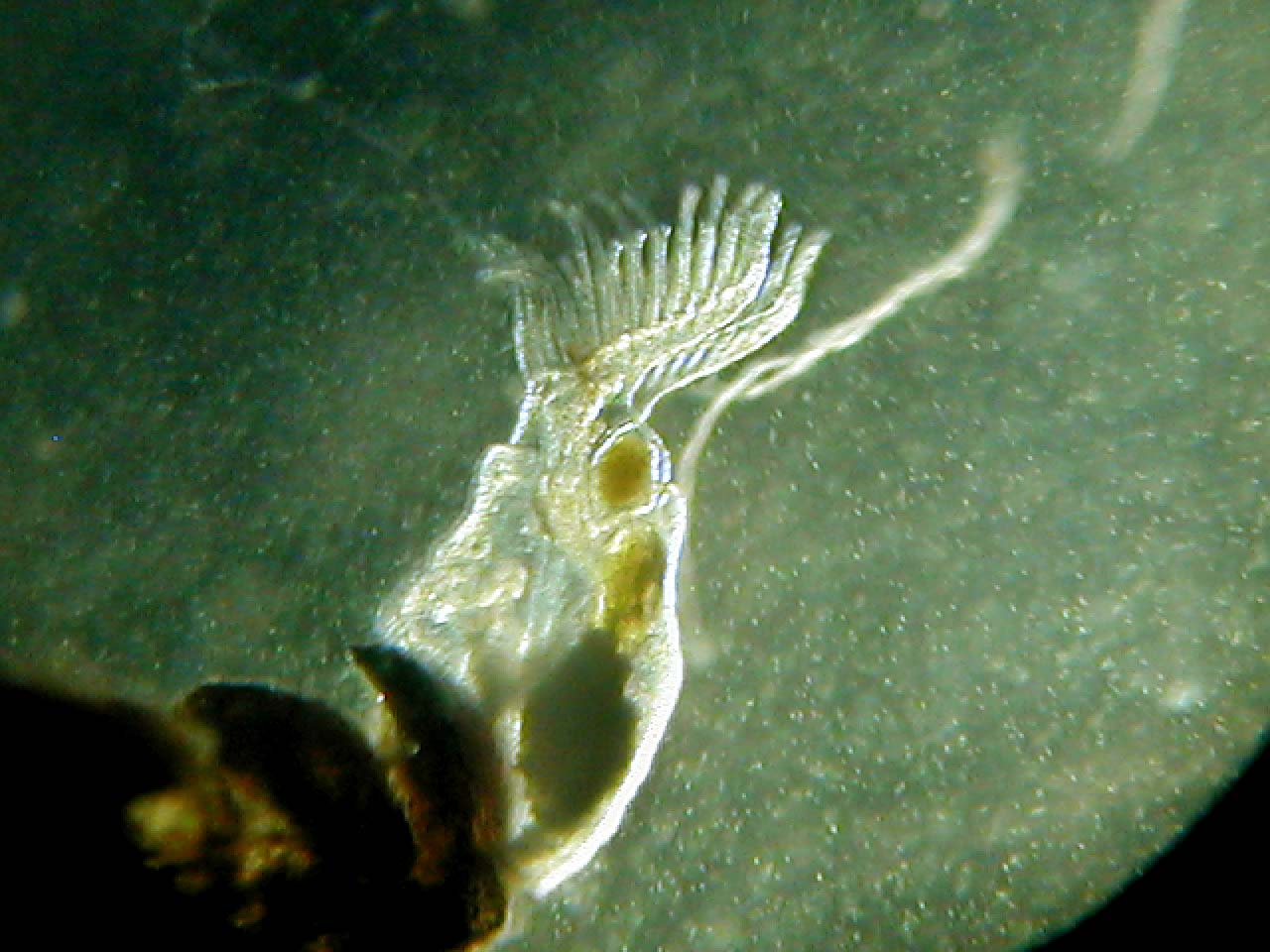
Briozoo de agua dulce.

Como los braquiópodos, se caracterizan por presentar un lofóforo evaginable, rasgo que ubica a los braquiópodos y a los briozoos dentro del clado Lophophorata. Su función es principalmente la alimentación. Se trata de una corona de tentáculos que generan corrientes de agua hacia la boca del individuo. A su vez, dichos tentáculos secretan una sustancia pegajosa que favorece la captura del plancton, principal dieta de los briozoos, y lo dirigen hacia la boca.
El zoecio, o cubierta protectora, puede ser quitinoso o calcáreo, de forma cilíndrica y con una abertura para la salida del polípido. Esta abertura puede presentar opérculo o no.
En muchos grupos puede haber zooides especializados, dando un rasgo más avanzado al grupo. Los zooides especializados en la defensa de la colonia se los conoce como "avicularios". Los encargados de la limpieza, "vibracularios", y los que se ocupan exclusivamente de la reproducción, "gonozooides".

## Biología y ecología
Los briozoos filtran el agua y se alimentan de minúsculos organismos. Prefieren aguas no contaminadas, quietas y sin corriente, como las de los lagos pequeños.
Forman grandes colonias de miembros microscópicos o casi. Quedan en las orillas cuando hay vientos fuertes o actividad en el lago. El nombre del grupo ("animales musgo") se debe a que muchas veces su aspecto recuerda una cubierta subacuática de musgo.
La colonia se desarrolla a partir de una larva nadadora, la cual se fija al substrato mediante un disco quitinoso o estolón del cual se desarrolla el primer individuo o ancéstrula, el cual por sucesivas brotaciones y gemaciones da origen a la colonia o zoario. El zoario se halla constituido por miles de individuos o zooides que constan de dos partes; la polípida (partes blandas), y la zoecia (parte esqueletal). 

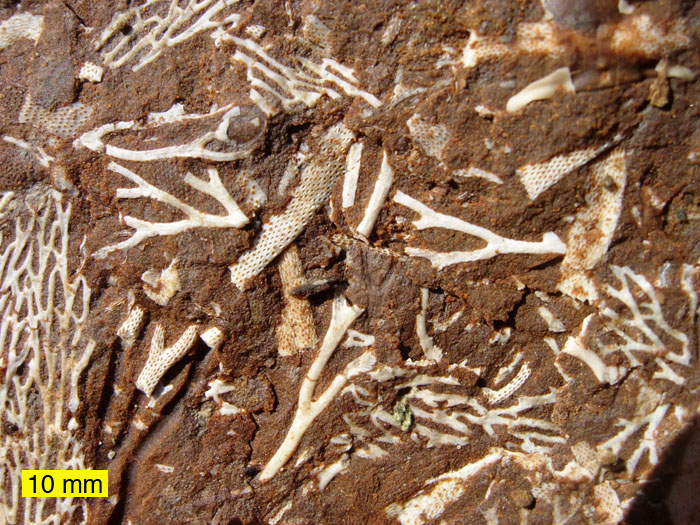
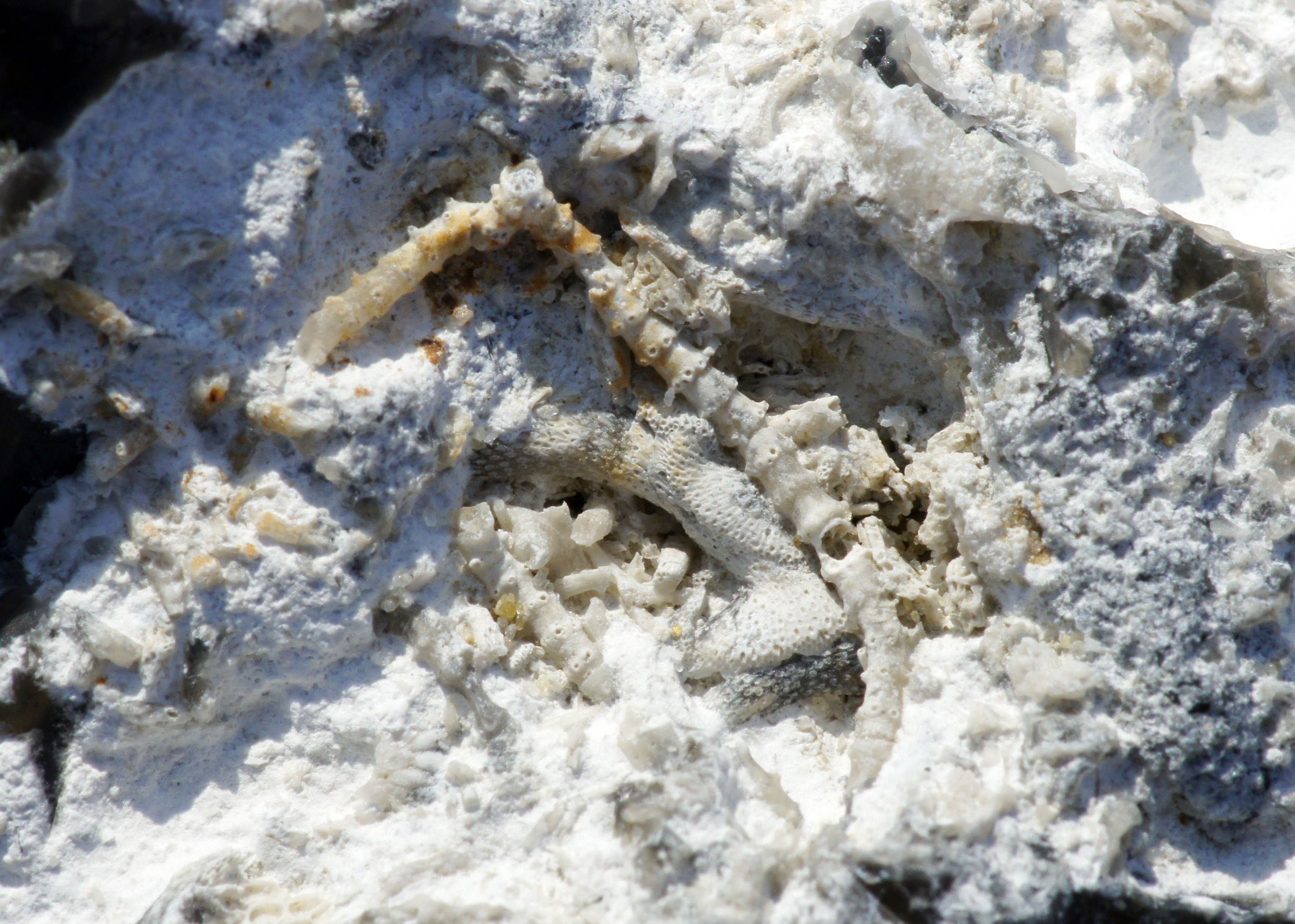